# Tv-station
 Der er for få eller ingen kildehenvisninger i denne artikel, hvilket er et problem. Du kan hjælpe ved at angive troværdige kilder til de påstande, som fremføres i artiklen.

En tv-station er en virksomhed eller organisation, der transmitterer (udsendelser) via antenne-tv. En tv-transmission kan ske via analoge tvsignaler eller via digitale tvsignaler. Tv-standarderne defineres af det politiske styre og disse varierer rundt omkring i verden. Betegnelsen "tv-station" benyttes typisk om de jordbaserede tv-stationer og ikke om kabel-tv-transmissioner eller satellit-tv-transmissioner.
Tv-stationer behøver typisk en transmissionstilladelse fra det offentlige, som udstikker kravene og begrænsningerne til tv-stationen, det fx være antallet af tv-kanaler som de må have og reklameregler.
De fleste tv-stationer er uafhængigt ejede, men mange af dem er enten tilknyttet til et tv-netværk eller ejes og drives af et tv-netværk.